# 佩里斯維爾 (印地安納州)
佩里斯維爾（英語：Perrysville）是一個位於美國印地安納州弗米利恩縣的城鎮。

## 人口
根據2010年美國人口普查的數據，佩里斯維爾的面積為0.66平方千米，當中陸地面積為0.66平方千米，而水域面積為0.00平方千米。當地共有人口456人，而人口密度為每平方千米691人。